# Bistum Siuna
Das Bistum Siuna (lateinisch Dioecesis Siunaënsis, spanisch Diócesis de Siuna) ist eine in Nicaragua gelegene römisch-katholische Diözese mit Sitz in Siuna. 
Es umfasst die autonome Region Costa Caribe Norte.

## Geschichte
Das Bistum Siuna wurde am 30. November 2017 durch Papst Franziskus aus Gebietsabtretungen des Apostolischen Vikariates Bluefields errichtet und dem Erzbistum Managua als Suffraganbistum unterstellt.

## Bischöfe von Siuna
- David Albin Zywiec Sidor OFMCap, 2017–2020
- Isidoro del Carmen Mora Ortega, seit 2021